# 펠릭스 폰 무랄트
펠릭스 폰 무랄트(독일어: Felix von Muralt, 1963년 11월 26일 ~ )는 스위스의 영화 감독이자 영화 제작자이다. 그는 파리에 살고 있다.

## 출연 작품
- 섬원 라이크 미 (2012)
- 리틀 파라다이스 (2010)
- 자라 (2009)
- 브란드스티프터 (2009)
- 전사 다비드 톨히단 (2007)